# Vicente Azpitarte
Vicente Azpitarte Pérez (Granada, 27 de mayo de 1983) es un periodista y político español del Partido Popular, en la actualidad es senador del Reino de España por la provincia de Granada y anteriormente ejerció como Delegado del Gobierno de la Junta de Andalucía en Madrid durante cuatro años. También es vicepresidente y fundador de la Fundación Amigos de la Alhambra.

## Biografía
Es Licenciado en Periodismo por la Universidad de Gales. Ha sido jefe de prensa de la Selección Española de Baloncesto entre los años 2011 y 2012, durante el Eurobasket de Lituania en el que España ganó el Oro y los Juegos Olímpicos de Londres en los que el combinado Nacional se alzó con la Plata. Desde 2009 a 2019 trabajó para el Grupo Libertad Digital - esRadio donde ejerció como jefe de deportes. En 2004 creó el programa Tirando a Fallar en la emisora local del municipio granadino de Huétor Vega, para después emitir a nivel nacional en esRadio. Ha dirigido y presentado el programa nocturno 'Tiempo Extra' desde el 03/09/2012 hasta el 27/08/2015, y el formato carrusel La Liga esRadio. Durante 6 años ha sido la voz del deporte en el programa 'Es la Mañana' que presenta y dirige Federico Jiménez Losantos. También ha colaborado en medios como: Onda Cero, El Mundo, Marca TV, Non Stop People TV o Real Madrid TV. Ha sido profesor de radio en los Máster de Periodismo Deportivo de la Universidad de Villanueva (Madrid) y en la Escuela de Comunicación, ESCO (Granada). Además de autor del libro: "Luka Modrić: El hijo de la Guerra".
En marzo de 2019 dejó los medios de comunicación para encabezar la lista al Senado del Partido Popular por Granada.
La Escuela de Comunicación le nombró 'Profesor honoris causa' en septiembre de 2021 tras haber sido alumno y profesor de este centro universitario y ejercer de padrino de las promociones de alumnos de los años 2020 y 2021.

## Trayectoria política
Senador de la XIII Legislatura. Durante su paso por la Cámara Alta fue miembro de la Delegación española para la Política Exterior de Seguridad Común (PESC) en la Unión Europea y portavoz de deportes del Grupo Popular. 
Desde diciembre de 2019 a agosto de 2023 ejerció como Delegado del Gobierno de la Junta de Andalucía en Madrid. 
Tras la convocatoria electoral a las generales del año 23, el Partido Popular decidió apostar nuevamente por su retorno al Senado, encabezando la candidatura a la cámara alta por la circunscripción de Granada y obteniendo un apoyo mayoritario en las urnas, convirtiéndose en el senador más votado de su provincia. 

## Fundación Amigos de la Alhambra
En enero de 2024 creó la Fundación Amigos de la Alhambra de la que es Vicepresidente y patrono junto a otros miembros ilustres de la sociedad civil como el Presidente de la Bolsa de Madrid y Presidente de la Fundación Amigos de la Alhambra, David Jiménez-Blanco, el managing director de Goldman Sachs España, Juan de Dios Gómez Villalba, el expresidente de Teléfonica, José María Álvarez-Pallete o la cantaora Estrella Morente. La Fundación tiene como objetivo principal el fomento, la preservación y difusión del legado cultural de la Alhambra y de la ciudad de Granada, a través de la promoción, estímulo, apoyo y desarrollo de acciones culturales y educativas presentes en los estatutos de la Fundación y enmarcadas en las líneas de actuación que fueron aprobadas en la primera reunión de Patronato.

## Disputas
En Italia se han comentado muchos tuits futbolísticos de Vicente Azpitarte contra el Inter, tanto que han despertado un enorme interés en la prensa italiana.